# کریستوفر مالکوم
کریستوفر مالکوم (انگلیسی: Christopher Malcolm؛ ‏ ۱۹ اوت ۱۹۴۶ – ۱۵ فوریهٔ ۲۰۱۴) تهیه‌کننده فیلم، بازیگر و کارگردان اهل بریتانیا بود.

## گزیدهٔ فیلم‌شناسی

### سینما
- مارپیچ (۱۹۸۶)
- لاسیتر (۱۹۸۴)
- سوپرمن ۳ (۱۹۸۳)
- سرخ‌ها (۱۹۸۱)
- رگتایم (۱۹۸۱)
- امپراتوری ضربه می‌زند (۱۹۸۰)
- از جان گذشتگان (۱۹۶۹)
- پلکان مارپیچ (۱۹۷۵)

### تلویزیون
- بو ژست (۱۹۸۲)